# 月光九州號列車
月光九州（日语： Mūnraito Kyūshū */?）號列車是由西日本旅客鐵道（JR西日本）和九州旅客鐵道（JR九州）運行於新大阪站（在開設當初為京都站）至博多站（部分時期延長至熊本站）之間的臨時夜行快速列車。途經東海道本線、山陽本線和鹿兒島本線。除非另有說明，否則本條目只記述最後一個年度（即2008年年尾至2009年年初）的運行概況。
在2009年年初開設「月光九州」班次後，再沒有開設班次。

## 運行概況
「月光九州」主要在學校長假時期、春假、暑假及年尾年初時期行走（在部分時期，曾經於黃金週提供服務）。雖然此列車為臨時列車，「月光九州」是行走最長距離的夜行快速列車。在部分時期連結了自由席車廂。在2003年暑假起，所有車廂都是普通車廂指定席。
在營運時期由於與青春18車票的發售時期重疊，因此使用這些車票的乘客另外購買單程車票，只需要購入指定席券便可乘坐。使用青春18車票乘坐此列車，會比乘坐關西至九州之間的高速巴士平宜，而後期由於列車使用較舒適的躺椅與地毯座椅，因此此列車的人氣與「月光長良」一樣高。
不論上下行班次，此列車在跨日後首個停車站是岡山站。因此於乘越岡山站的乘客若使用青春18車票的話需要計算2日（或者使用單程車票的話，有效日期也需要包含兩日）。但是，如果是岡山來往九州的話，回程班次於跨日前最後一站是厚狹站，於晚上11時時段停靠，隨後下一個停車站在岡山站，於跨日後的早上4時時段到達。因此使用青春18車票的話，只需要使用1日的份量，另外再支付指定席費用便可。而岡山往來大阪方向的情況同樣適用。
由於「月光九州」使用機車牽引客車，因此列車速度不會很快。使影響於關西一方的新快速時間表，也影響於九州一方的特急「音速」和「閃耀」。使此列車中途會運輸停車，以進行待避。

### 牽引機車

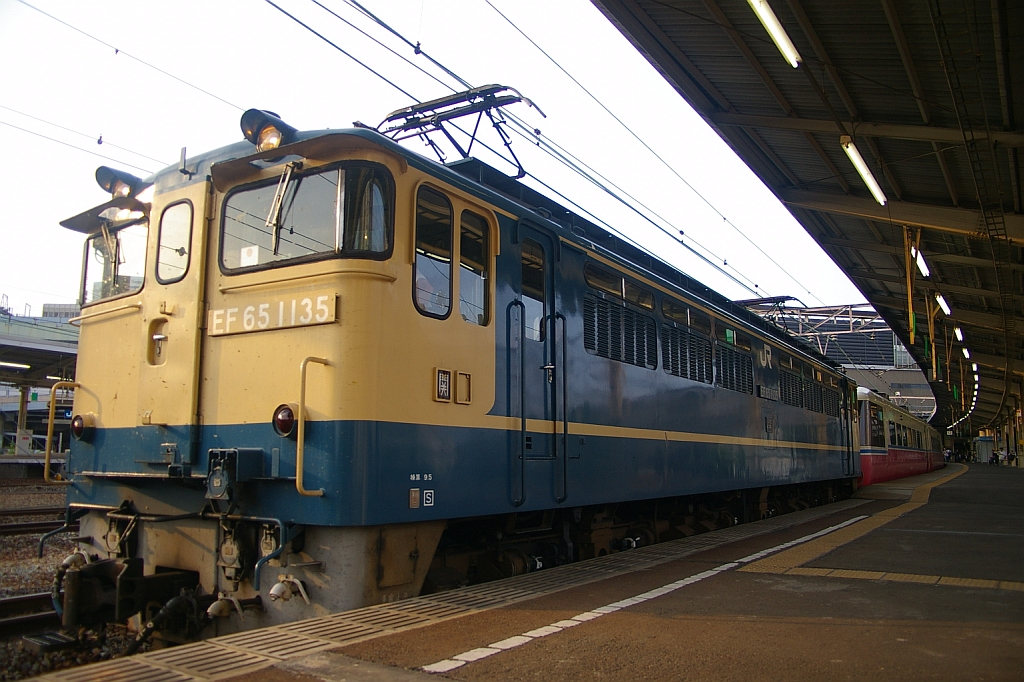
山陽本線區間由EF65形機車牽引（新大阪站）

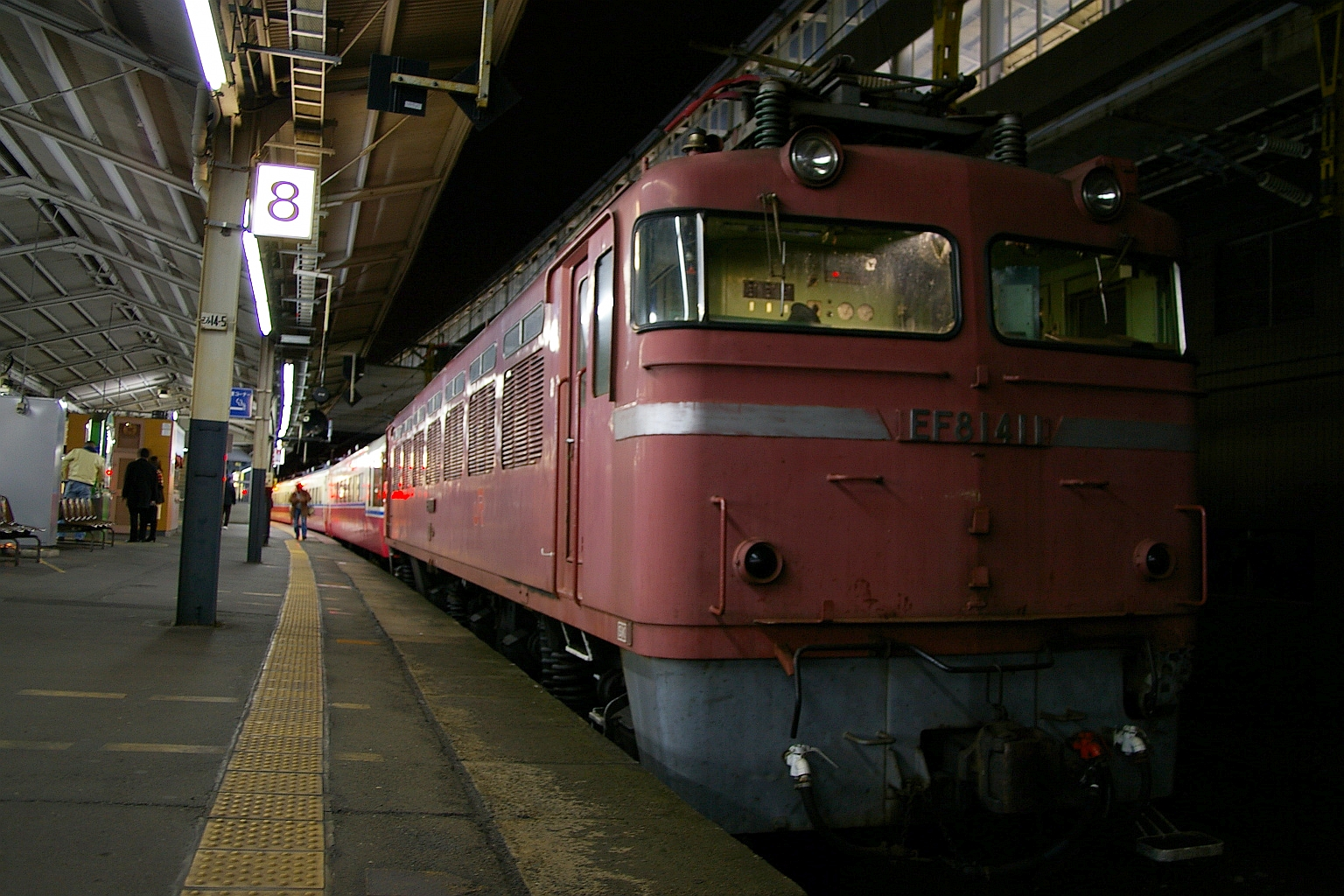
下關至門司之間由EF81形機車牽引（小倉站）

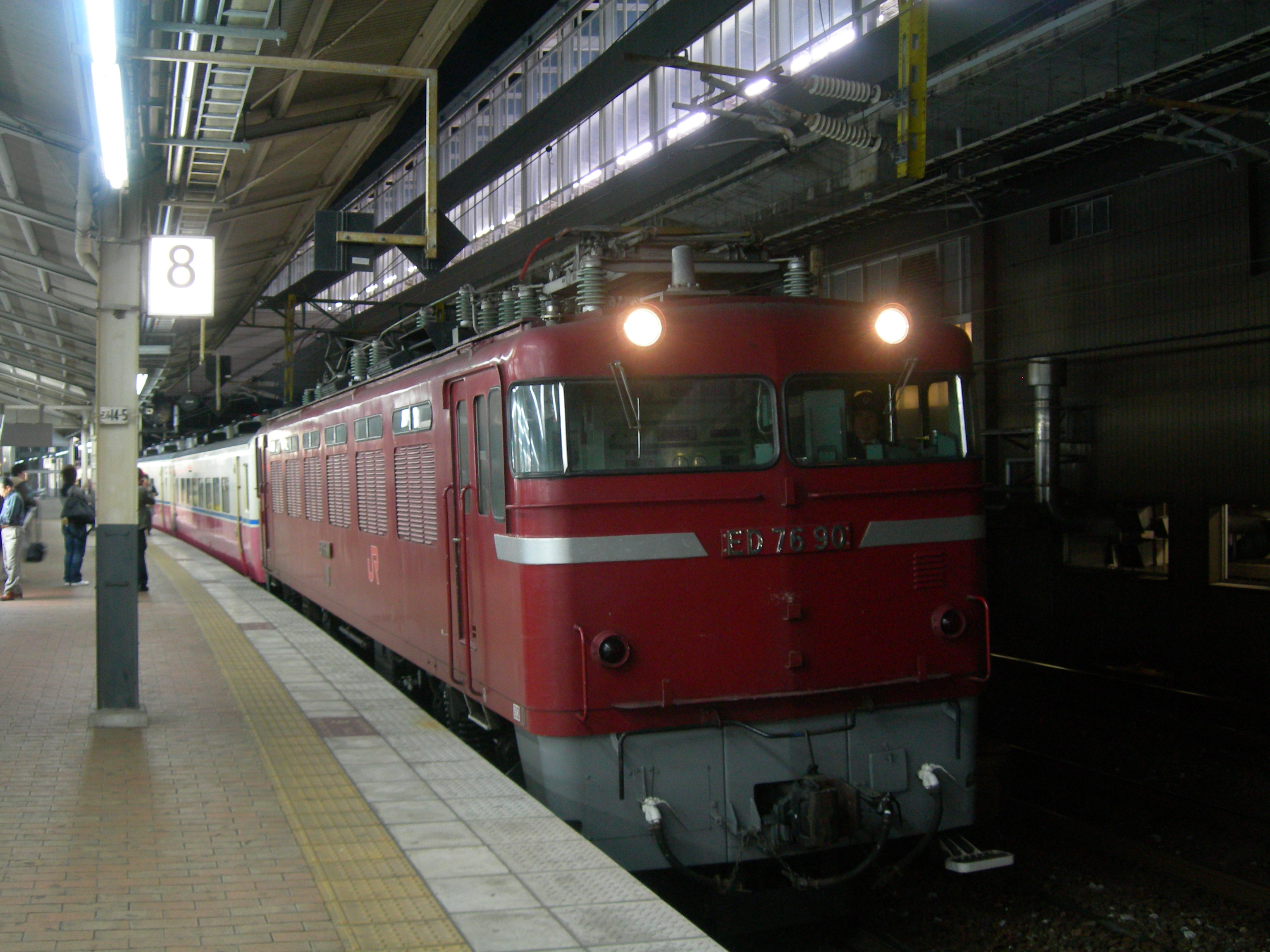
門司至博多之間由ED76形機車牽引（小倉站）

- 新大阪至下關之間 : 使用EF65形1000番台（PF形）或EF66形 由JR西日本下關地域鐵道部下關車輛管理室（日语：下関地域鉄道部#下関車両管理室）所屬
- 下関至門司之間 : EF81形400番台 由九州旅客鐵道（JR九州）大分鐵道事業部大分車輛中心（日语：大分鉄道事業部#大分車両センター）所屬
- 門司至博多之間 : ED76形 由JR九州大分鐵道事業部大分車輛中心所屬

### 使用車輛
- 「月光九州」的客車使用14系（宮原綜合運輸所（日语：宮原総合運転所）、京都綜合運輸所（日语：京都総合運転所）所屬）。當中沒有臥鋪車廂，只有座位車廂。全車為指定席，以8卡編成行走。1號車廂為吸煙車廂，其餘車廂禁煙。
  - 「月光九州」的車廂會使用JR西日本的滑雪列車「Spur號（日语：シュプール号）」與團體專用列車（日语：団体専用列車）車輛（「Spur & Resort」）。車廂內的座位是躺椅，乘客可自由調教座椅角度。在部分時期，列車靠近京都一方會連結展望車廂。自2006年冬季以來，有乘客投訴於有一些團體客於深夜佔用展望室進行喝酒聚會。
  - 由於岡山站進行翻新工程，使「月光山陽」於2005年夏季起被廢除。由於行走區間與兩列車的款式相近，該「月光山陽」車輛（由宮原綜合運輸所所屬）在2010年前被使用在「月光九州」中，使編成數由6輛增至8輛。

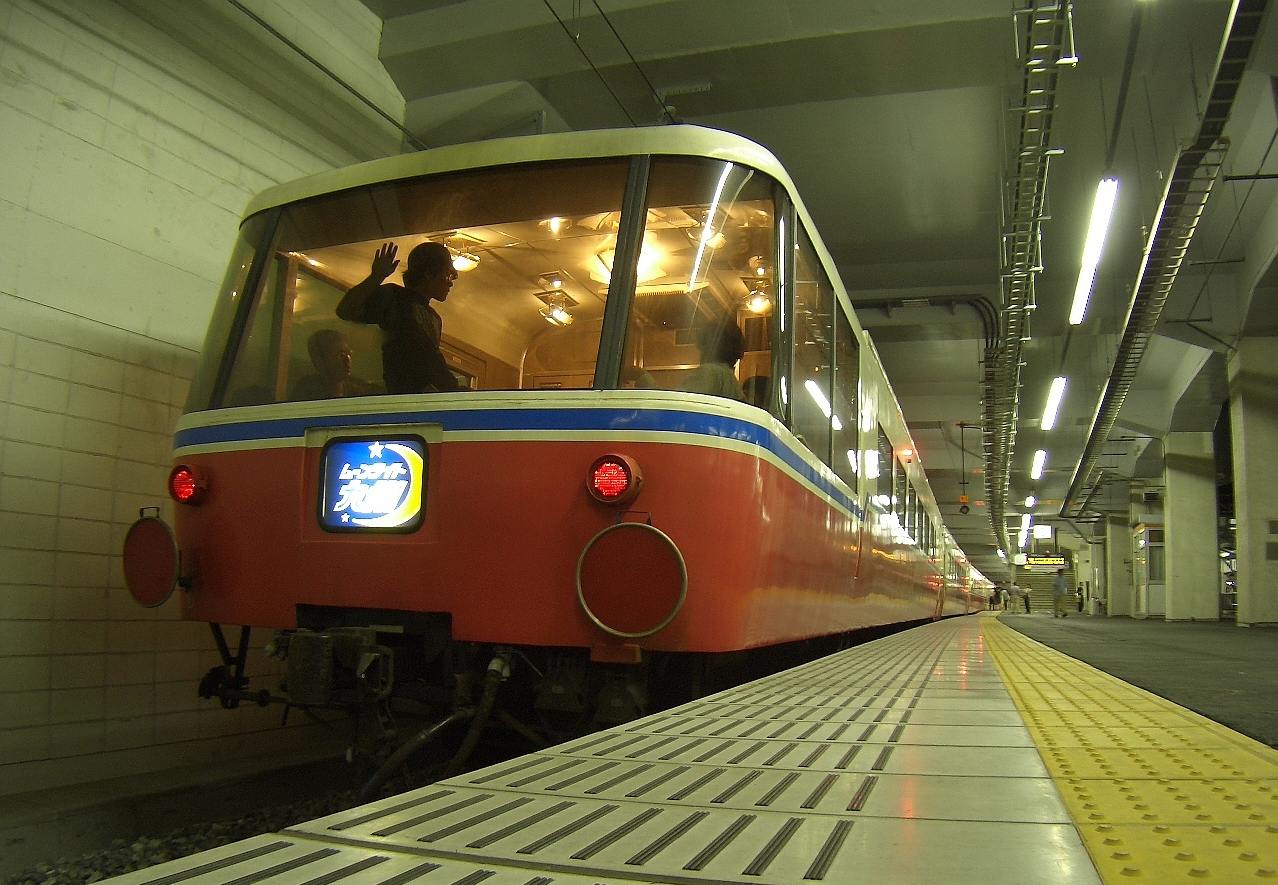
2006年夏季前曾連結展望車廂（岡山站）
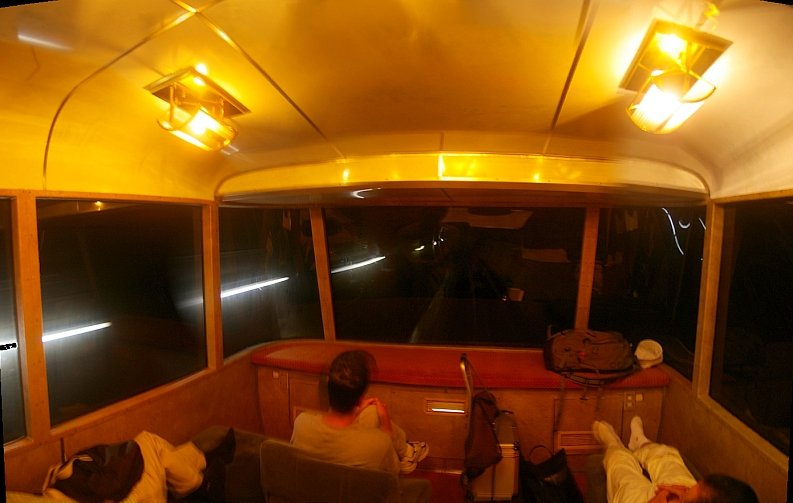
展望室
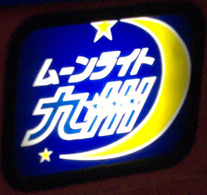
車尾牌
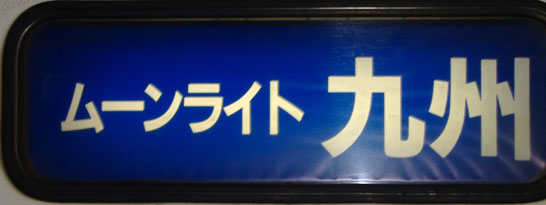
方向幕
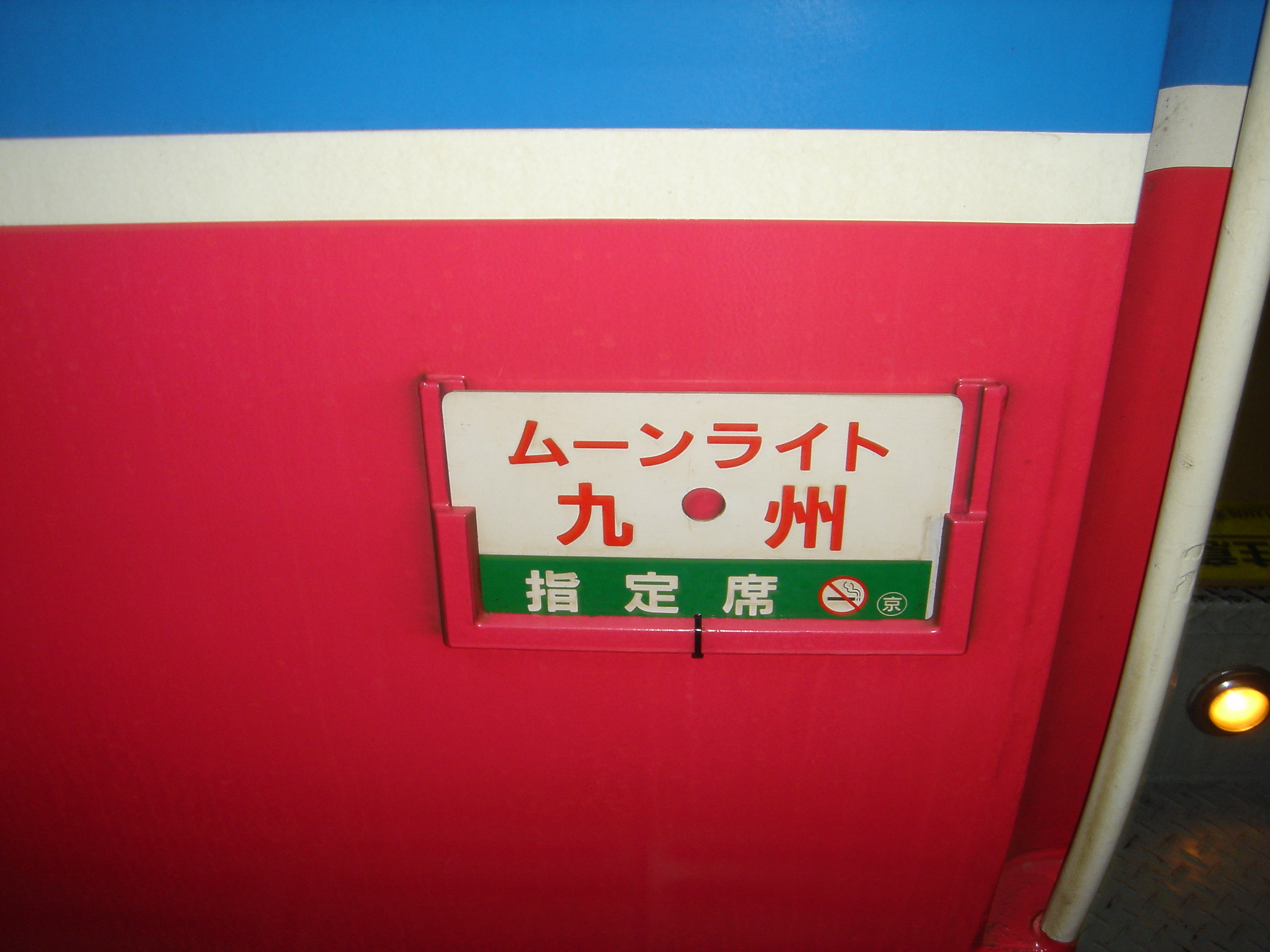
路線牌
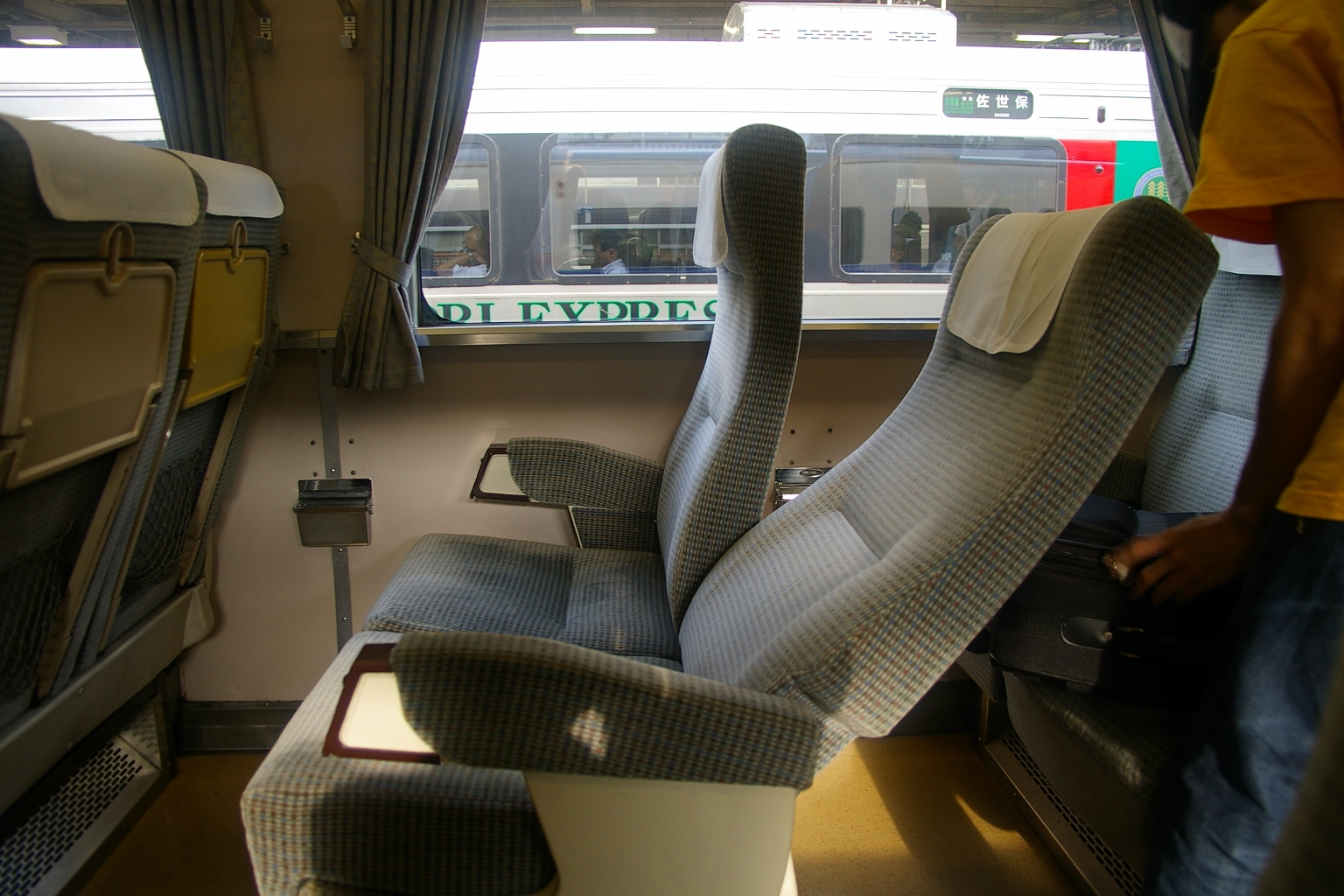
躺椅
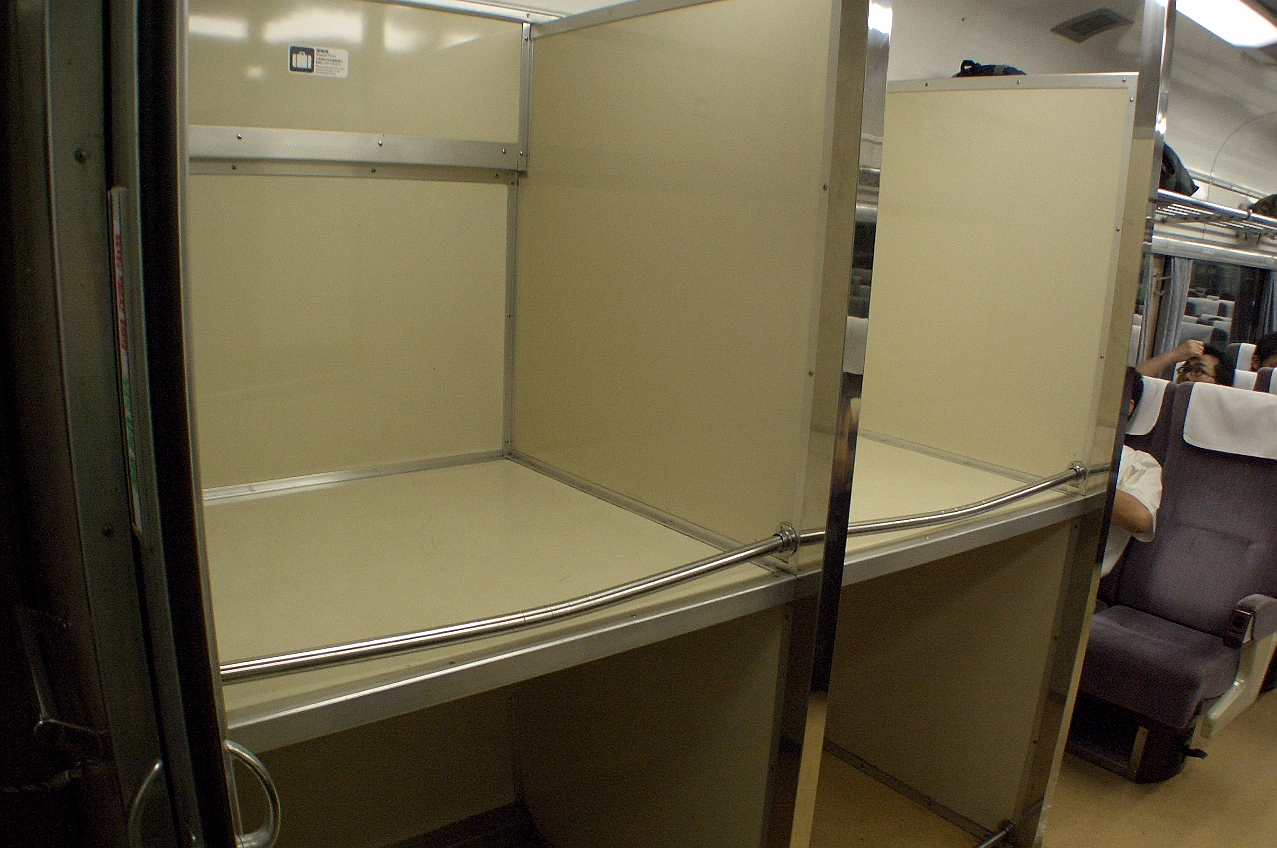
在各車輛內設置大型行李存放處

### 停車站
新大阪站 - 大阪站 - 三之宮站 - 神戶站 - 明石站 - 加古川站 - 姬路站 - 岡山站 - 厚狹站 - 下關站 - 門司站 - 小倉站 - 戶畑站 - 黑崎站 - 折尾站 - 博多站
- 除了上述車站，列車會在糸崎站、廣島站和德山站運輸停車，而上行列車另外也在千早站、古賀站、福間站和遠賀川站等運輸停車。（在時間表上標示為通過）

### 車掌
- 新大阪站至下關站之間由JR西日本下關地域鐵道部下關乘務員中心（日语：下関地域鉄道部#下関乗務員センター）派遣車掌。
- 下關站至博多站之間由JR九州門司車掌區（日语：門司車掌区）派遣車掌。

## 歷史

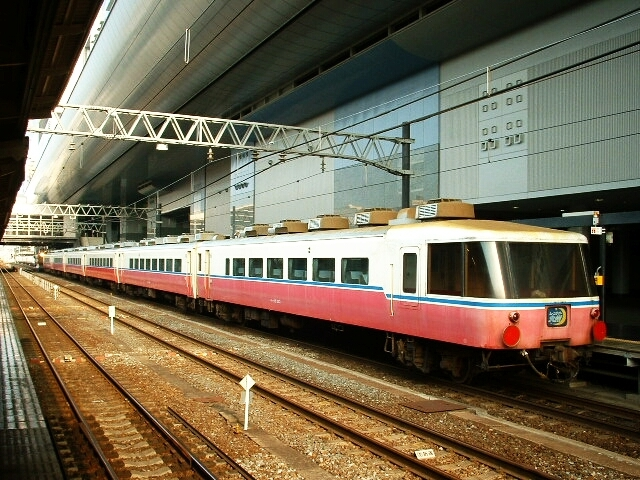
在京都站停靠中的「月光九州」。在2005年春季前於京都站到發

在戰後長久以來，一直設有行走於京阪神與九州之間的（均由座位車廂組成的）夜行普通列車、準急列車或急行列車。在1980年時間表修正中，急行「雲仙」、「西海」、「阿蘇」、「國東」一同廢除。自此除了臨時列車外，一直沒有座位車廂結成的列車行走夜行列車班次。
但是在1980年代前期起，高速巴士與長距離夜行巴士的興起增強了競爭力。使影響了列車的營業對策，在1986年的時間表修正中，寢台特急「曉」開始連結1卡普通車廂指定車，也開始開設臨時列車班次。
在1989年12月，JR西日本開設行走於京都站至博多站之間的臨時夜行快速列車「故鄉Liner九州」。在1990年4月，該列車改名為「月光九州」。從開始運營的一段時間，於夏季連結設有展望車的14系客車「Spur & Resort」車輛，在年尾年初與春假期間，只會連結14系一般車輛和12系座位車廂。
由於使用車輛相異，在冬季會以「故鄉Liner九州」名義行走班次。而「Spur & Resort」車輛主要運送滑雪客前往滑雪場，因此於夏季基本上沒有用處，使該車輛會用於「故鄉Liner九州」列車班次。因此於夏季的使用車輛會設有較高級的座位（可自由調教的躺椅），而其餘時間只有簡易躺椅，列車服務在兩個時期有一個較大差別。後來由於「Spur號」的班次減少，使於整個時期，「月光九州」/「故鄉Liner九州」均使用「Spur & Resort」車輛。2001年冬季（年尾年初）是最後一次使用「故鄉Liner九州」的名義行走班次。在2002年冬季起，統一使用「月光九州」。
在2001年夏季至2003年春季之間，於最繁忙時期會連結自由席車廂。當時原本使用全車指定席的「Spur & Resort」車輛，額外的2卡自由席車廂是使用12系客車一般座位車廂。
但是，隨著新幹線速度加快，以及高速巴士加強競爭力，使「月光九州」的客量減少。加上由於車輛老化，在2009年春季後便再沒有開設班次。JR西日本在一些報導中表示「由於為臨時列車，因此不再發表列車被廢除的消息，而今後未有預計再開辦」。而「月光九州」所使用的「Spur & Resort」車輛於同年7月10日正式退役。在同一時期，「隼」和「富士」被廢除，臨時「日出夢」也沒有開設班次，自此山陽本線於倉敷以西區間再沒有夜行客運列車行走。

### 年表
- 1989年12月 - 在年尾年初開設「故鄉Liner九州」。自此至2001年冬季也開設相關班次，使用同一列車名稱。
- 1990年4月 - 開設「月光九州」，行走區間與「故鄉Liner九州」一樣，只是列車名稱不同。自此於非冬季期間均使用「月光九州」這名稱。
- 1991年7月 - 運輸區間延長至行走於京都站至熊本站之間。當時停車站包括：京都站、新大阪站、大阪站、三之宮站、神戶站、明石站、加古川站、姬路站、岡山站、厚狹站、下關站、門司站、小倉站、戶畑站、黑崎站、折尾站、香椎站、博多站、二日市站、鳥栖站、久留米站、羽犬塚站、瀨高站、大牟田站、玉名站、上熊本站和熊本站
- 1993年7月 - 運輸區間改回行走於京都站至博多站之間。
- 2001年7月 - 除了御盆節與年尾年初的最繁忙時期外，所有車廂均變為座位指定席。
- 2002年12月 - 當年冬季起的列車班次名稱統一為「月光九州」。
- 2003年7月 - 永久取消自由席，全年的所有班次都是全車座位指定席。
- 2005年7月 - 「月光九州」從京都站到發改為從新大阪站到發。由6卡編成改為8卡編成。
- 2007年 - 在春季青春18車票的日期適用範圍中，「月光九州」的運輸日期為3月20日至4月2日（下行班次），以及3月21日至4月3日（上行班次）。在夏季青春18車票的日期適用範圍中，「月光九州」的運輸日期為7月20日至8月19日（下行班次），以及7月21日至8月20日（上行班次）。
- 2008年 - 在春季青春18車票的日期適用範圍中，「月光九州」的運輸日期為3月21日至3月30日（下行班次），以及3月22日至3月31日（上行班次）。
- 2008年至2009年的冬季青春18車票的日期適用範圍內開設了最後一班「月光九州」。

## 注腳
1. 1 2 3  . 毎日新聞. 2009-04-04  [2023-03-07]. （原始内容存档于2009-04-30） （日语）.
2. 1 2  . 讀賣新聞. 2009-07-12  [2023-03-07]. （原始内容存档于2009-07-14） （日语）.
3. 1 2 3  . 朝日新聞. 2009-06-22  [2023-03-07]. （原始内容存档于2012-04-17） （日语）.
4. ↑  便利な列車（夜行列車）■ムーンライト九州（京都～博多） （页面存档备份，存于）（日語）